# Bálint Mihály (orvos)

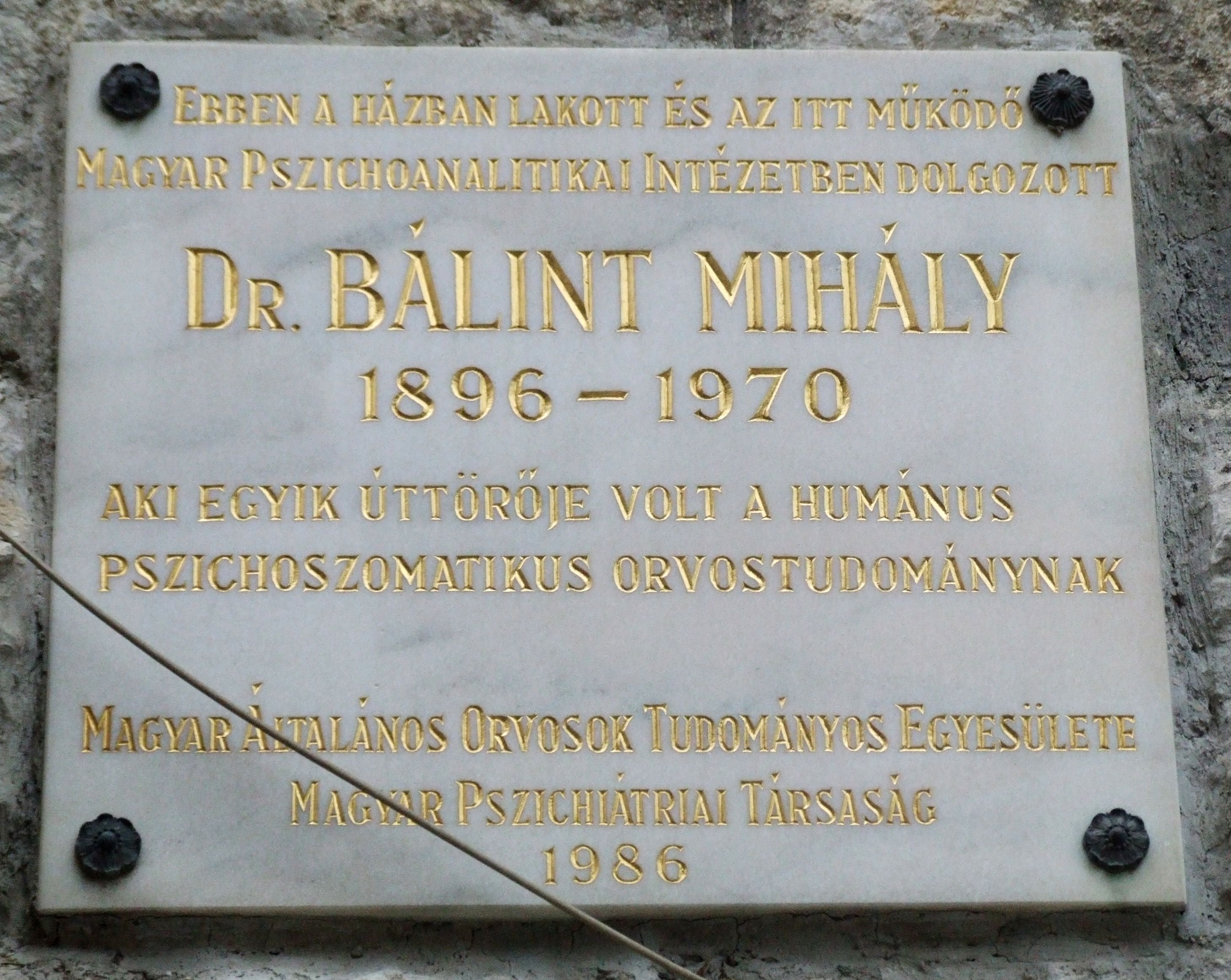
Bálint Mihály emléktáblája Budapesten
I. kerület, Ág utca 30.

Bálint Mihály vagy Michael Balint (Budapest, 1896. december 3. – Bristol, 1970. december 31.) magyar származású orvos és pszichoanalitikus, a Bálint-csoportok megalapítója, atyja. Felesége Bálint Alice.

## Életútja
Bálint Mihály (vagy ahogy külföldön ismerik: Michael Balint) Bergsmann Mór Mihály néven született 1896. december 3-án, Budapesten. Asszimilált polgári zsidó családban nevelkedett, apja, Bergsmann Ignác praktizáló zsidó orvos, anyja Berger Mária Bianka. Apja akarata ellenére változtatta nevét Bálint Mihályra, mely néven vált ismertté. Emellett vallást is változtatott, kilépett a judaizmusból, és átkeresztelkedett az unitárius vallás követői közé. Az első világháború alatt a fronton szolgált, először Oroszországban, majd a Dolomitok között. Visszatérve a háborúból orvosi diplomát szerzett, majd 1921. július 7-én feleségül vette Székely-Kovács Alizt, a későbbi neves gyermek-pszichoanalitikust, Székely Zsigmond és Rossnitz Vilma gyermekét, akit Kovács Frigyes fogadott örökbe. Felesége javaslatára olvasta el többek között Sigmund Freud: Három értekezés a szexualitás elméletéről (1905), és Totem és Tabu (1913) című műveit, melyek nagy hatással voltak rá, ahogy az is, hogy Ferenczi Sándor pszichoanalitikus szemléletű előadásainak részese lehetett.
1920-ban későbbi feleségével Berlinbe költözött, ahol biokémikusként dolgozott az 1931-ben Nobel-díjas Otto Heinrich Warburg laboratóriumában. Ebben az időben biokémiából írta doktori munkáját, és házastársával együtt pszichoanalitikus képzésben vett részt, ahol Hanns Sachs képezte. 1924-ben visszatért Budapestre, ahol hamar fontos szerepet kapott a magyar pszichoanalízis szellemi légkörében. Ferenczi Sándor tanítványa ebben az időszakban, az 1920-as évek közepétől maga is pszichoterapeutaként kezdett el dolgozni. Magyar munkássága pont arra az időszakra esett, melyet többen a pszichoanalízis budapesti iskolájának hőskoraként emlegetnek. Ebben az eseménydús időszakban Mészáros u. 12. sz. alatt működő pszichoanalitikus rendelőjében próbálkozott meg először a róla elnevezett csoportok működtetésével, nagy sikert kiváltva.
Az 1930-as évek végén a politikai helyzet ellehetetlenítette a pszichoanalitikusok munkáját, így több társával együtt Bálint Mihály is emigrációba kényszerült. Manchesterbe, Angliába költözött családjával, ahol újabb megpróbáltatások vártak rá. Nem sokkal az utazás után ugyanis felesége meghalt, férjére hagyva fiukat, Jánost. Ezt követően 1944-ben újraházasodik, mely kapcsolat rövid életű, annak ellenére, hogy csak 1952-ben váltak el. Otthon maradt szülei a náci megszállást követő deportálások és letartóztatások miatt öngyilkosságot követtek el 1945-ben. Ugyanebben az évben költözött Manchesterből Londonba, ahol Master of Science (!) diplomát szerzett pszichológiából. Itt találkozott 1949-ben későbbi feleségével, Enid Flora Eichholz-cal, aki a londoni családsegítő szolgálatnál dolgozott, és akinek segítségével terápiás-kiképző csoportokat szervezett. 1950-ben szervezte meg hivatalosan az első Bálint-csoportot, és 1957-ben írta meg fő művét: Az orvos, a betege és a betegség című könyvet. Az ezt követő évben, 1958-ban feleségül vette Enidet, akivel haláláig házastársi viszonyban élt. Angliában elismerték munkásságát, 1968-ban a Brit Pszichoanalitikus Társaság elnökévé választották.
1970-ben halt meg az angliai Bristolban, abban az országban, ahol munkásságának legfőbb részét alkotta.

## Elméleti munkássága
Bálint Mihály alapvetően a jól bevált orvosi gyógyítási metodikával kapcsolatban javasolt azóta is jól bevált elveket, szabályokat. Alapelve szerint nem a betegséget, hanem a beteget kell gyógyítani, melyhez legfőbb gyógyszer maga az orvos (Harmathy & Lajtai, 2001). Úgy gondolta, hogy nagyon sok múlik a beteg és a gyógyító közötti kommunikáción, hiszen míg az egyik iatrogén (orvosi képzésből eredő) diagnózist fogalmaz meg, addig a másik autogén (önmagából eredő) megfogalmazását nehezen, vagy nem pontosan érti meg. Fontos, hogy kialakuljon egy bizalmi légkör, melyet Bálint ”kölcsönös befektetési társaságnak” nevezett, hiszen ez egy olyan befektetés, mellyel mindkét fél jól jár. Úgy véli, fontos időt szánni a betegre, melyet Enid Bálint és Jack Sorel könyvének címe, a Six minutes for the Patient (Hat perc egy beteggel) jól jelképez. Emellett nagyon fontos figyelni a beteg verbális jelzéseire, hiszen az orvos által feltett kérdésekre érkező válaszok létfontosságúak lehetnek a páciens számára.
Úgy véli, hogy a betegség egy rosszindulatú regresszió, melyben a páciens pszichésen és társadalmilag is beszűkülhet. Összekapcsolva ezt a pszichoanalízis gondolatvilágával, szerinte ebben az állapotban a preverbális korban megtapasztalt anya-gyermek kapcsolat védelmére vágyunk. Úgy véli, hogy szomatikus betegségek alatt a beteg ebbe az időszakba lép vissza. Elméletébe beleveszi a Ferenczi Sándor által leírt gyermek és felnőttek közötti kommunikációs zavart, melyet a beteg és a doktorok közötti nyelvhasználatbeli különbségekhez hasonlít. Ez részben a szociális különbségekből, részben az orvosi szaknyelvből ered megállapítása szerint.

## Gyakorlati munkássága: Bálint-csoportok
Bálint Mihály módszerét véglegesen az 1950-es, 1960-as években alakította ki Angliában. A Bálint-csoport egy 7-18 főből álló, szakemberekből (pl. szociális munkás, családi orvos) képződő társaság, melyek gyűléseinek alapja az esetmegbeszélés. Bálint arra a következtetésre jutott, hogy konkrét eseteken keresztül jól működne az egyes esetek mélyebb megértése. Tulajdonképpen hasonlóan működik a Bálint-csoport a pszichoterápiához, csak itt a kapcsolatok verbalizálásán, átélésén van a hangsúly, tehát a lényeg a kapcsolati diagnosztika és terápia.
Az alábbi egy jól bevált módszer ezeken az üléseken: egy referáló beszámol egy esetről, melyet 10 perc alatt elmond, majd 10 perc alatt válaszol a kiegészítő kérdésekre. Ezt követően a beszámoló fél órán át figyeli a csoportot, ahol a tagok fantáziájukat szabadon engedve beszélik meg az esetet. Ezt követően reagál az elhangzottakra, majd aki akar, beszámolhat közérzetéről.
Fontos, hogy mind a referáló, mind a hallgatóság meg tudjon nyílni a másik előtt, hiszen így tágul az orvosi önismeret, és rá tudnak jönni esetleges tévedésekre, vak-foltokra is. Ezt sztereóhatásnak nevezi a szakirodalom. Mindezek mellett fontos a jó vezető személye, aki csupán arra ügyel, hogy mindenki lelkileg ép maradjon, és a beszélgetés parttalan legyen.
A gyűlések jellemzően 50-90 percesek, és a csoportok két-három éven át találkoznak heti rendszerességgel.

## A Bálint-csoportok haszna, mai helyzete
A Bálint-csoportok hasznát több kutatásban is vizsgálták (pl. Turner és Malm 2004). Ezeket összefoglalva elmondható, hogy az orvoslás hatékonyságát elősegíti a Bálint-csoportok működése, mely jó kezelése lehet az orvosi kiégésnek is. Azonban az is kijött a vizsgálatokból, hogy nem mindenkire van jó hatással a Bálint-csoport módszere, többen kiléptek a vizsgálatok alatt. Ez a módszer is, ahogy minden terápia, egyén-függő, és nem általános gyógymód mindenkire nézve.
Jelenleg 19 országban működik nemzeti Bálint-társaság, ezen kívül 11 másik nemzetben találhatóak tagok és csoportok (Molnár, Harmathy, & Somorjai, 2009). A legerősebben Németországban van jelen a módszer, itt a hivatalos orvosi képzés része, itt van a legtöbb tag és csoport egy nemzeten belül. Őket követi Franciaország és az USA, ahol az utóbbi időben egyre nagyobb népszerűségnek örvend ez a fajta esetmegbeszélés. Magyarországon főleg pszichoanalitikus irányultságúak a csoportok, és a Magyarországi Bálint Mihály Pszichoszomatikus Társaság fogja össze működésüket. Összességében elmondható, hogy bár nincs benne az orvosképzés fő áramában, a Bálint-csoportok a családorvoslás körében a kulturális örökség részét képezik és szerepe jelentős nemzetközi szinten is ezen a területen.

## Művei
- Primary love and psycho-analytic technique; Liveright, New York 1953 (The international psycho-analytical library)
- Amour primaire et technique psychanalytique; franciára ford. Judith Dupont, R. Gelly, S. Kadar; Payot, Paris 1972 (Collection Science de l'homme)
- Les voies de la régression. Avec une étude de Enid Balint Distance dans l'espace et dans le temps; Payot, Paris 1981 (Petite bibliothèque Payot)
- Le médecin, son malade et la maladie; franciára ford. J. P. Valabrega; Payot, Paris 1988 (Science de l'homme)
- Le défaut fondamental spects thérapeutiques de la régression; franciára ford. Judith Dupont, Myriam Viliker; Payot, Paris 1991 (Petite bibliothèque Payot)
- Les voies de la régression. Suivi de Distance dans l'espace et dans le temps par Enid Balint; franciára ford. Myriam Viliker, Judith Dupont; Payot, Paris, 2000 (Petite bibliothèque Payot)

### Magyarul megjelent
- Az orvos, a betege és a betegség / The doctor, his patient and the illness; ford. Liebermann Lucy, tan. Buda Béla; Magyar Pszichiátriai Társaság, Bp., 1991
- Az őstörés. A regresszió terápiás vonatkozásai; ford. Boros Ottilia; Akadémiai, Bp., 1994 (Hermész könyvek)
- A borzongások és regressziók világa; ford. Huller Ervin, Enid Bálint Távolság térben és időben című fejezetével; Animula, Bp., 1997 (A pszichoterápia klasszikusai)
- Elsődleges szeretet és pszichoanalitikus technika, 1-2.; szerk. Széchey Orsolya; Animula, Bp., 1999 (A pszichoterápia klasszikusai)